# Next Star
Next Star är en nationell sångtävling i Sverige för ungdomar mellan 13 och 19 år, startad 2007 av ICA Maxi i samarbete med Diggiloo. Vinnaren får uppträda på flera Diggilookonserter samt släppa en specialskriven låt på cd-singeln "Härliga sommarhits" (950 000 exemplar sedan starten år 2005). Överskottet av röstningen går oavkortat till World Childhood Foundation.

## Vinnare
| År   | Vinnare              | Ålder | Stad         |
| ---- | -------------------- | ----- | ------------ |
| 2008 | Vendela Palmgren     | 13 år | Saltsjöbaden |
| 2009 | Alexandra Liljekvist | 19 år | Malmö        |
| 2010 | Madeleine Liljestam  | 19 år | Asmundtorp   |

## Next Star 2008
| Fakta                 |               |
| Bidrag:               | 882 st        |
| Ortsvinnare:          | Inga          |
| Finalister:           | 12 st         |
| Snittålder i finalen: | 15.3 år       |
| Pengar till WCF:      | 675 000 (SEK) |

Next Star 2008 emottog 882 sångbidrag varav 12 stycken tog sig till finalen. Juryn för 2008 bestod bland annat av Lasse Holm, Linda Bengtzing, Lotta Engberg, Molly Sandén och Torgny Söderberg. Allmänheten röstade på finalisterna via SMS eller vid besök i ICA Maxis butiker. Finalisterna kom under röstningsperioden att uppträda i ett 20-tal ICA Maxi-butiker runt om i Sverige. Omröstningen av Next Star 2008 inbringade 675 000 kr till World Childhood Foundation.

### Finalister & Resultat
| Nr: | Namn                 | Ålder | Stad         | Finalbidrag              | Slutlig placering |
| --- | -------------------- | ----- | ------------ | ------------------------ | ----------------- |
| 1   | Vendela Palmgren     | 13 år | Saltsjöbaden | "Här står jag"           | 1                 |
| 2   | Jessica Taylor       | 15 år | Vetlanda     | "I turn to you"          | 4*                |
| 3   | Clara Hagman         | 17 år | Gävle        | "I will Always Love You" | 2                 |
| 4   | Robin Blom           | 18 år | Alingsås     | "This love"              | 4*                |
| 5   | Ellen Jonsson        | 13 år | Eskilstuna   | "If you can dream"       | 3                 |
| 6   | Mikaela Samuelsson   | 14 år | Tollered     | "I'm blessed"            | 4*                |
| 7   | Alexandra Liljekvist | 17 år | Limhamn      | "Barfotavisan"           | 4*                |
| 8   | Amanda Björneskog    | 13 år | Höllviken    | "Gå din egen väg"        | 4*                |
| 9   | Andreas Johansson    | 17 år | Piteå        | "Starkare"               | 4*                |
| 10  | Luciano Axelsson     | 14 år | Spånga       | "My girl"                | 4*                |
| 11  | Stephanie Bonelli    | 15 år | Tumba        | "Home"                   | 4*                |
| 12  | Lina Hansson         | 18 år | Vansbro      | "Go on"                  | 4*                |

(*) Övriga 9 finalister delade 4:e platsen.

## Next Star 2009
| Fakta                 |                          |
| Bidrag:               | 600 st (-282)            |
| Ortsvinnare:          | 66 st                    |
| Finalister:           | 10 st (-2)               |
| Snittålder i finalen: | 16,0 år (+1,7)           |
| Pengar till WCF:      | 525 000 (SEK) (-150 000) |

(+-) = Från föregående år

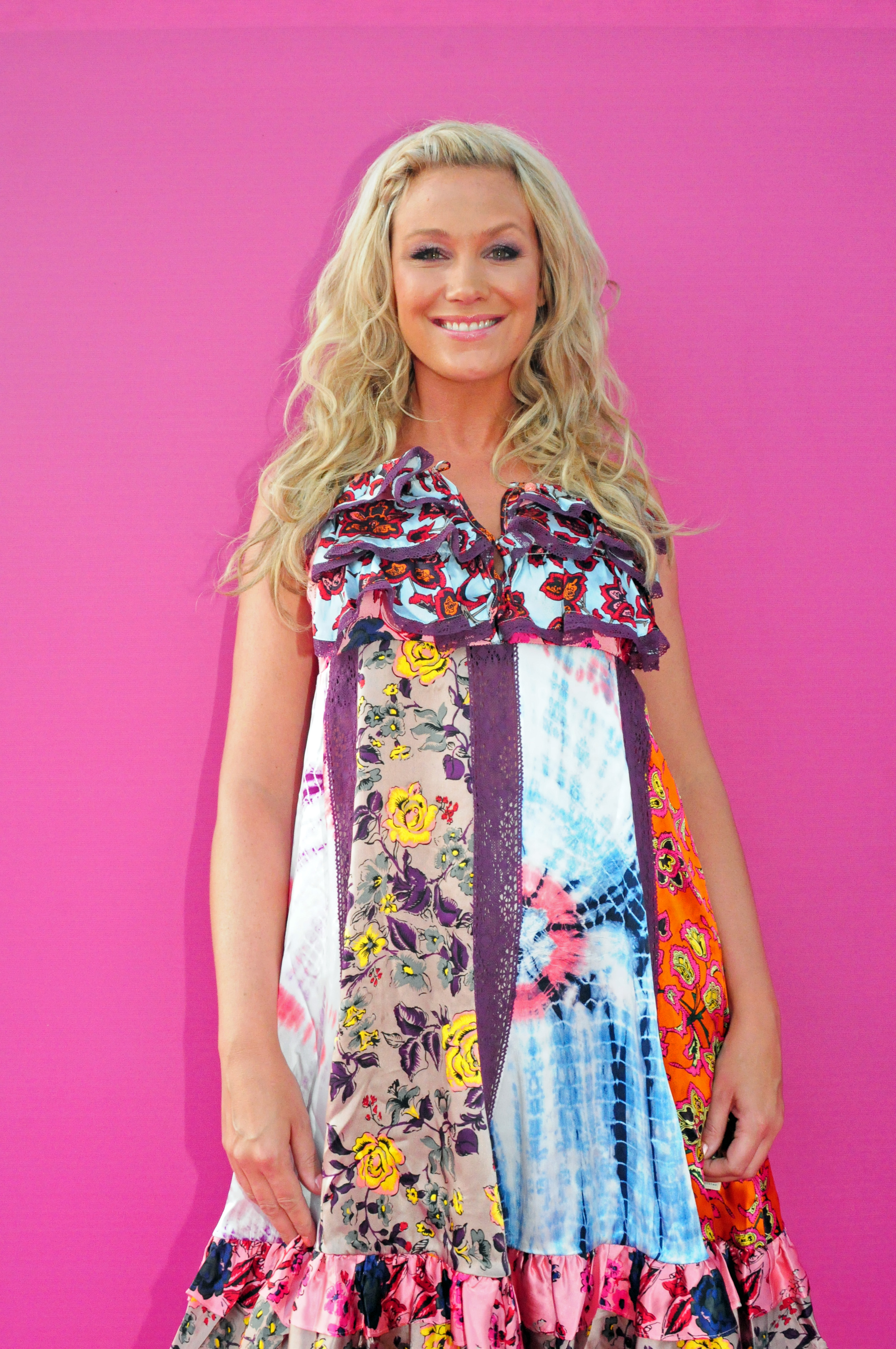
Jessica Andersson satt med i juryn för första gången.

Next Star 2009 emottog över 600 tävlande. Juryn utsåg 10 finalister som fick turnera runt i Sverige veckorna 14–17 2009. I juryn medverkade för andra året i följd Lasse Holm, Torgny Söderberg samt Linda Bengtzing. Nya i årets jury var bland andra Jessica Andersson och Thomas Petersson. En nyhet för Next Star 2009 var att 66 olika orters "bästa bidrag" presenteras.
Allmänhet och jury röstade på finalisterna med lika stort inflytande. Årets segrare Alexandra Liljekvist fick flest röster av såväl jury och allmänhet. Next Star 2009 inbringade 525 000 kr till World Childhood Foundation.

### Finalister & Resultat
| Nr: | Namn                 | Ålder | Stad       | Finalbidrag                        | Slutlig placering |
| --- | -------------------- | ----- | ---------- | ---------------------------------- | ----------------- |
| 1   | Amanda Zälle         | 19 år | Stockholm  | "At last (My love has come along)" | 3                 |
| 2   | Marcus Sjöstrand     | 16 år | Göteborg   | "If you're not the one"            | 4*                |
| 3   | Rebecka Norman       | 13 år | Norrköping | "Only hope"                        | 4*                |
| 4   | Hanna Olsson         | 14 år | Umeå       | "This is me"                       | 4*                |
| 5   | Alexandra Liljekvist | 19 år | Malmö      | "Somliga går med trasiga skor"     | 1                 |
| 6   | Anton Hildorsson     | 17 år | Vetlanda   | "Last Request"                     | 4*                |
| 7   | Julia Ingvarsson     | 16 år | Huskvarna  | "Mio, min Mio"                     | 2                 |
| 8   | Mimmi Sandén         | 13 år | Stockholm  | "Didn't we almost have it all"     | 4*                |
| 9   | Emil Ehnberg         | 18 år | Halmstad   | "Nu är det drömmar"                | 4*                |
| 10  | Julia Forssell       | 16 år | Växjö      | "The story"                        | 4*                |

(*) Övriga 7 finalister delade 4:e platsen.

### Ortsvinnare
Juryn valde fram den bästa på varje ICA Maxi ort och därifrån de tio finalisterna. Antalet ortsvinnare för 2008 var 66 stycken.

## Next Star 2010
| Fakta                 |             |
| Bidrag:               | ?           |
| Ortsvinnare:          | 68 st (+2)  |
| Finalister:           | 10 st       |
| Snittålder i finalen: | 17.0 (+1,0) |
| Pengar till WCF:      | ?           |

(+-) = Från föregående år

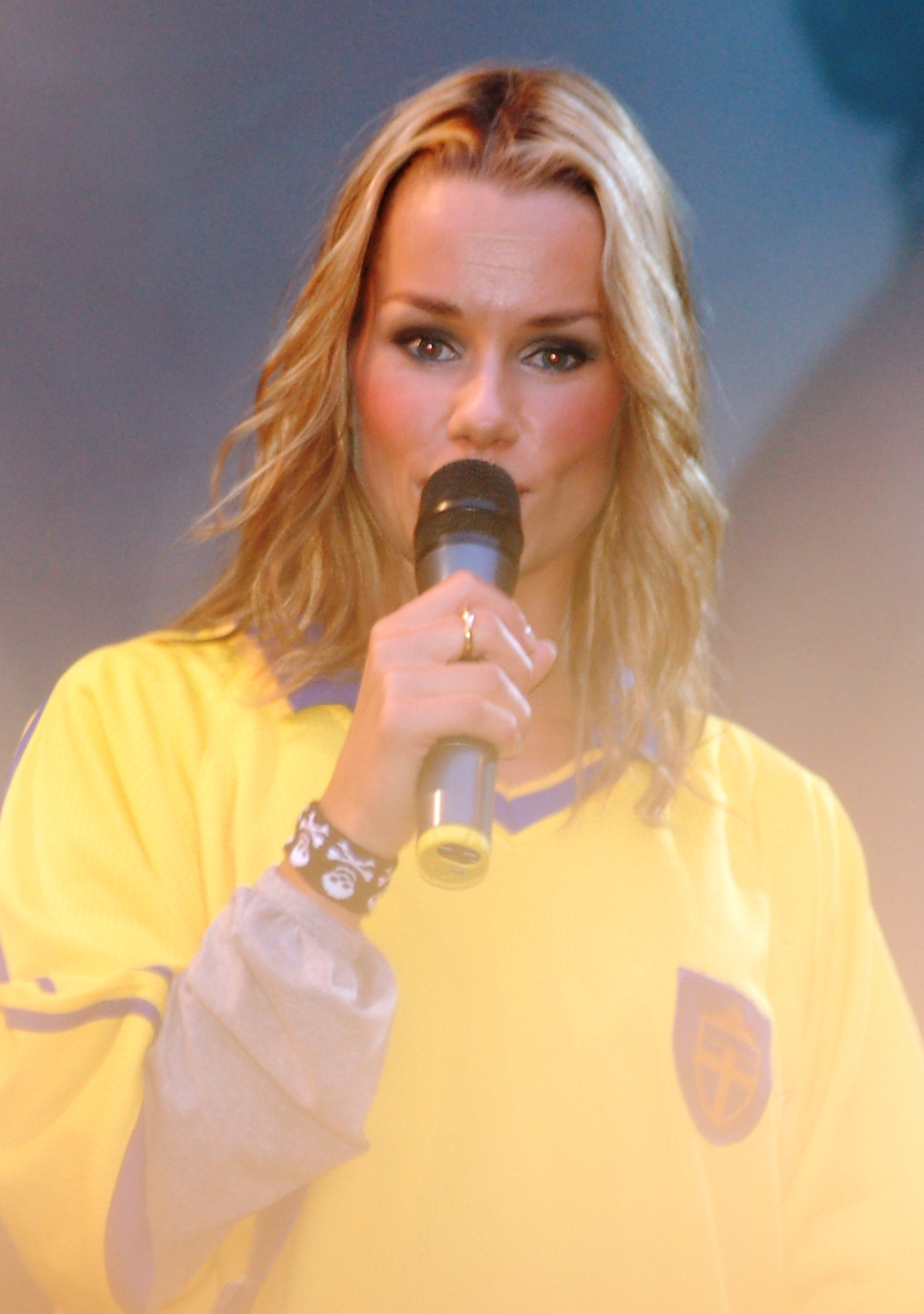
Linda Bengtzing satt med i juryn för tredje året i rad.

I juryn medverkade för tredje året i följd bland andra Lasse Holm, Torgny Söderberg och Linda Bengtzing. För andra året deltog Jessica Andersson och Thomas Petersson - och nya i årets jury var Markoolio och Mojje. Mellan vecka 5 och 9 presenterades finalisterna för allmänheten. En nyhet för Next Star 2010 var att vinnaren fick att delta på hela Diggiloos turné sommaren 2010.

### Finalister
| Nr: | Namn                | Ålder | Stad         | Finalbidrag           | Slutlig placering |
| --- | ------------------- | ----- | ------------ | --------------------- | ----------------- |
| 1   | Hedvig Becke        | 17 år | Trelleborg   | "Tro och hopp"        | 3                 |
| 2   | Rebecka Laakso      | 17 år | Uppsala      | "Not That Kinda Girl" | 2                 |
| 3   | Victor Fritz-Crone  | 18 år | Häggvik      | "Answer"              | 4*                |
| 4   | Sofie Bergman       | 19 år | Råå          | "When You Believe"    | 4*                |
| 5   | Sofia Olsson        | 15 år | Kristinehamn | "I'd Rather Go Blind" | 4*                |
| 6   | Jonna Falk          | 14 år | Växjö        | "Our Song"            | 4*                |
| 7   | Jim Stefánsson      | 19 år | Valbo        | "I'll Stand by You"   | 4*                |
| 8   | Madeleine Liljestam | 19 år | Asmundtorp   | "Hurt"                | 1                 |
| 9   | Jonna Torstensson   | 15 år | Högsäter     | "First Time"          | 4*                |
| 10  | Michaela Hanzén     | 17 år | Jönköping    | "The Climb"           | 4*                |

### Ortsvinnare
Next Star juryn valde fram den bästa på varje ICA Maxi ort och därifrån de tio finalisterna. Antalet ortsvinnare för 2010 var 68 stycken.
| Stad                   | Namn               | Ålder | Stad                | Namn                  | Ålder | Stad                   | Namn               | Ålder |  |
| ---------------------- | ------------------ | ----- | ------------------- | --------------------- | ----- | ---------------------- | ------------------ | ----- |  |
| Alingsås               | Malin Coughlan     | 14 år | Karlstad            | Petronella Rosenquist | 16 år | Sandviken              | Linn Norin         | 17 år |  |
| Angered                | Isabelle Johansson | 17 år | Kristianstad        | Erika Hansson         | 15 år | Skellefteå             | Rebecka Andersson  | 15 år |  |
| Arlandastad            | Jack Djeridi       | 13 år | Kristinehamn        | Sofia Olsson          | 15 år | Skövde                 | Nicole Touma       | 14 år |  |
| Borås                  | Felicia Hulén      | 13 år | Kumla               | Erika Carlsson        | 16 år | Södertälje             | Johan Ericsson     | 17 år |  |
| Borlänge               | Erik Rapp          | 13 år | Kungälv             | Hanna Boquist         | 14 år | Sollentuna Häggvik     | Victor Fritz-Crone | 18 år |  |
| Bromölla               | Sallie Jönsson     | 15 år | Kungsbacka          | Jennie Benjaminsson   | 17 år | Solna                  | Linda Florén       | 16 år |  |
| Enköping               | Ludvig Lindholm    | 19 år | Linköping           | Johan Rapp            | 17 år | Stockholm Lindhagen    | Daniel Dunér       | 17 år |  |
| Eskilstuna             | Josephine Thunell  | 14 år | Ljungby             | Thea Christoffersson  | 15 år | Sundsbruk              | Sara Träskvik      | 17 år |  |
| Falun                  | Erik Helin         | 15 år | Löddeköpinge        | Madeleine Liljestam   | 19 år | Trelleborg             | Hedvig Becke       | 17 år |  |
| Gävle                  | Jim Stefánsson     | 19 år | Luleå               | Lovisa Lekfalk        | 13 år | Trollhättan            | Jonna Torstensson  | 15 år |  |
| Göteborg Torslanda     | Isabelle Unger     | 13 år | Lyckeby             | Rebecka Wilke         | 15 år | Umeå                   | Caroline Ohlsson   | 14 år |  |
| Göteborg Mölndalsvägen | Josefin Jakobsson  | 18 år | Malmö Västra hamnen | Lucia Pinera Karlsson | 16 år | Uppsala                | Rebecka Laakso     | 17 år |  |
| Halmstad Högskolan     | Arta Hajra         | 13 år | Malmö Ystadvägen    | Robert Lukian         | 16 år | Västerås Hälla         | Olivia Aas         | 14 år |  |
| Halmstad Flygstaden    | Emma Svensson      | 13 år | Norrköping          | Jhimmie Bjurdén       | 15 år | Västerås Erikslund     | Elina Ryttersson   | 16 år |  |
| Haninge                | Anna Björklund     | 18 år | Mellbystrand        | Caroline Holgersson   | 18 år | Västra Frölunda Högsbo | Sofia Wallnedal    | 17 år |  |
| Haparanda              | Linda Väänänen     | 15 år | Mora                | Kristoffer Eriksson   | 14 år | Växjö                  | Jonna Falk         | 14 år |  |
| Helsingborg            | Johanna Ekman      | 17 år | Motala              | Maya Yeranossian      | 15 år | Vetlanda               | Ines Mulaomerovic  | 18 år |  |
| Helsingborg Råå        | Sofie Bergman      | 19 år | Nacka               | Hanna Liljero         | 17 år | Visby                  | Freja Ahlén        | 13 år |  |
| Hudiksvall             | Daniel Wiklund     | 17 år | Norsborg Botkyrka   | Maria Lundkvist       | 15 år | Älmhult                | Michaela Nizic     | 15 år |  |
| Hyllinge               | Hanna Svensson     | 15 år | Olofström           | Sofie Persson         | 14 år | Ängelholm              | Cherie Åkerblom    | 15 år |  |
| Hässleholm             | Emma Jönsson       | 15 år | Oskarshamn          | Cassandra Ragnarsson  | 13 år | Örebro                 | Johanna Johansson  | 15 år |  |
| Jönköping              | Michaela Hanzén    | 17 år | Partille            | Nicole Cheriane       | 18 år | Östersund              | Märta Gustafsson   | 16 år |  |
| Kalmar                 | Anja Engelholm     | 18 år | Ronneby             | Axel Berntsson        | 16 år | -                      | -                  | -     |  |